# Luye
Luye (鹿野鄉S, Lùyě XiāngP) è un comune di Taiwan, situato nella provincia di Taiwan e nella contea di Taitung.